# 김정렬 (1917년)
김정렬(金貞烈, 1917년 9월 29일 ~ 1992년 9월 7일)은 일본 제국의 육군군인, 대한민국의 공군군인이다. 해방 이후 국방부 장관을 지냈으며 관직이 국무총리에 이르렀다. 창씨개명 당시의 이름은 가가와 사다오(香川貞雄), 아호는 서암(曙巖)·산남(山南)·이열(怡悅).
일제강점기 경성부 사직정 출신으로 어릴적 시코쿠에서 보냈다. 그는 김신 등과 함께 대한민국 공군의 창군 주역의 한 사람으로 공군 군번은 1번(50001번)이었다.
1940년 일본육군사관학교를 1941년 일본항공사관학교를 졸업하고 태평양 전쟁 당시에는 조종수로 출전하였다. 해방 후 창군에 참여하고 1949년에는 대한민국 공군 창설에 참여하여 초대, 3대 공군참모총장을 역임했다. 1957년 중장 예편 이후 국방부 장관을 지냈다. 1963년 민주공화당의 초대 의장이 되었다가 그 해에 주미대한민국대사로 부임, 1년간 근무했다. 1966년에는 반공연맹 이사장으로 취임하였고, 1967년에는 민주공화당 공천으로 비례대표 국회의원이 되었다. 1970년대에는 기업인으로 활동하다가 다시 제5공화국 몰락 후 총리 서리로 발탁되어 국무총리를 역임하였다.
백부 김기원도 대한제국 군인이었으며 김정렬의 부친 김준원도 광복 후 육군 창군에 참여하여 한국 전쟁 당시 육군 대령으로 참전하였고, 6.25 전쟁 당시 해인사 팔만대장경을 폭격의 위기로부터 구한 김영환은 그의 동생이었다.

## 학력
- 경성제1고등보통학교 졸업
- 일본 육군예비사관학교 졸업
- 일본 육군사관학교 졸업
- 일본 육군항공사관학교 졸업
- 일본 육군나카노학교 졸업
- 일본 아키노 육군비행학교 졸업
- 대한민국 육군사관학교 특3기(1947년)
- 대한민국 통위부 보병학교 졸업(1948년)
- 대한민국 육군보병학교 졸업(1949년)
- 대한민국 국방부 헌병학교 졸업(1950년)
- 대한민국 국방대학교 행정학사 1기(1956년)

## 생애

### 생애 초반
1917년 9월 29일 경성부 종로에서 김준원과 변씨의 아들로 태어났다. 김영환은 그의 동생이었다. 김정렬은 경성부의 부유한 가정에서 태어났다. 큰아버지와 아버지가 모두 대한제국 군인이었던 무관 집안이었다. 그의 집안은 대대로 조선에서 무관을 지낸 집안으로, 큰아버지 김기원은 대한제국 군인으로 일본 육군사관학교를 15기로 졸업(1903년) 하였고 합병 이후 일본의 군인이 되었으며, 아버지 김준원은 대한제국 육군무관학교에 재학 중 일제 강점기가 되자 다시 일본 육군사관학교에 진학하여 26기 졸업생으로 일본군에 편입되어 일제 강점기에도 군인으로 활동했다. 특히 아버지 김준원은 해방 후 육군 창군에 참여, 한국 전쟁에는 육군 대령으로 경남병사구사령관으로 활동하였고 예비역 준장으로 예편하기도 했다.
1935년 경성공립중학교(京城公立中學校)를 졸업한 뒤 다시 편제가 바뀐 경성제일고등보통학교에 4학년이 되었다. 1937년 경성제일고등보통학교를 졸업하고 일본 육군예과사관학교에 들어갔다.

### 일본군 복무

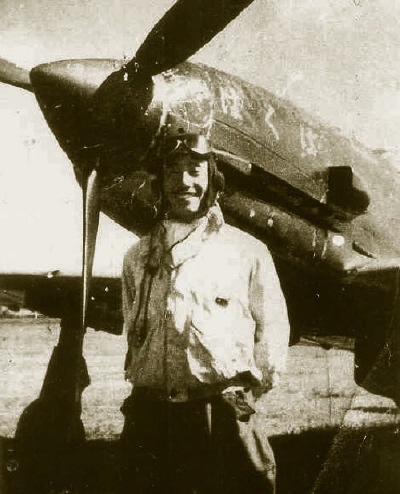
3식 전투기 히엔(飛燕) 앞에 서 있는 일본 육군 항공대 복무 시절 김정렬

1940년 일본예과사관학교를 졸업하고 다시 일본 육군항공사관학교 54기로 편입, 1941년 3월 일본 육군항공사관학교를 졸업했다. 일본제국 육군 항공대 소속 조종사로 제2차 세계 대전에 참전하였으며 1941년 12월 항공 중위로 필리핀 공략 작전에 참여하였다. 일본 육군의 비행중대장 및 비행전대장으로 보임되었다.
1942년 일본 아케노(明野)육군항공비행학교에 입학하여 1943년에 졸업했다. 바로 대위로 승진하여 전투기 비행중대장으로 보임되었다.

### 창군과 공군 창설 활동
광복 후 1946년 최용덕, 이근석, 아버지 김준원 등과 함께 조선국방경비대 육군 항공대(공군의 전신) 창설에 앞장섰으며, 그해 이희재와 결혼하였으나 야근과 훈련 등의 이유로 2년간 결혼식을 올리지 못하고 있다가 1948년에 결혼하였다.
1949년 육군 항공대가 공군으로 독립하자 김정렬은 동생 김영환 등과 함께 공군의 창군에 참여하여 대한민국 공군의 초대 참모총장이 되었다. 한편 공군의 장성으로 진급하여 당시 육군 대령으로 있던 아버지 김준원보다도 더 직급이 높아졌다. 이후 초대, 제3대 공군참모총장을 지냈다. 1950년 6.25 전쟁에 참전하였는데 당시 육군 대령인 아버지 김준원, 공군 대령인 동생 김영환 등도 참전하였다. 6.25 전쟁 이후 공군사관학교 교장, 군사정전회담 한국군 연락장교단 단장, 주한(駐韓)유엔군사령부 한국군사사절 단장, 공군참모총장 등을 역임하였다.
1957년 초 공군 중장으로 예편하였다. 1957년 7월 국방부 장관이 되었으며, 국방장관 재직 중 1958년 방첩 조직인 79호실을 조직하였다. 1960년 4.19 혁명 이후 4월 25일부터 권승렬 등과 함께 이승만의 하야를 촉구하고 자신도 사퇴하였다. 4·19 혁명 이후 1년간 야인 생활을 하였다.

### 국방부 중앙정보국 설치
1959년 어느 날 미 CIA 주요 간부 한 사람 이 당시 국방부 장관인 김정렬에게 미국 기관과는 별도의 조직을 구성해야 한다며 당시 국방부 장관 김정렬에게 제의해왔다.
그는 미국 기관과는 별도의 조직으로 운영될 CIA 지부를 대한민국에 설치하고 싶다고 제의해왔다. 그는 CIA 지부가 설치 되면 그 요원 들에게 외교관과 똑같은 치외법권이 보장 되어 져야 할 것이라고 덧붙였다. 그러나 김정렬은 쉽게 응하지 않았다. 미국 중앙정보부, 즉 CIA 간부라고 자신을 소개한 넬슨은 CIA 서울지부를 창설하러 왔다고 말하는 것이었다. 어리둥절해 하는 김 장관에게 넬슨은 전임 장관인 김용우와 CIA부장 앨런 덜레스가 함께 서명한 협약서를 제시했다.
김정렬은 이 제안에 대해 CIA 한국 지부가 독자적인 기관으로서 설치되는 것은 곤란하나, 주한 미국 대사관 안에 적당한 자리를 마련하여 활동하는 것이 좋겠다는 의견을 내놓았다. 한미 두 나라의 정보협력에 대해서 규정한 문서였는데 김정렬은 이런 것이 있는 줄 그때 처음 알게 되었다. 넬슨은 이 협약에 따라 CIA지부를 개설하고 이 기구와 상대할 한국측 정보기관도 만들어줄 것을 요청했다.
김정렬은 이후락을 탐탁치 않게 생각하였지만 미국 CIA에서 계속 부탁하자 이승만에게 보고했다. 이승만은 아에 CIA를 믿지 말라면서 쉽게 허락해주지 않았다. 결국 정보기관은 국방부의 예하에 두는 것으로 낙착된다. 김 장관이 이 문제를 이승만 대통령과 상의했더니 대통령은 내키지 않는 표정으로 CIA지부의 창설을 허가하면서도 주의를 주는 것이었다. 1958년부터 미국은 CIA를 본뜬 정보기관을 설치하도록 이승만 대통령에게 요청하였지만 미국을 불신하던 이승만은 그 제의를 받아 주는 척 하면서 국방부 산하에 설치함으로써 기능을 격하시켰다.

### 정치 활동과 기업인 활동
5·16 군사정변 이후 박정희에 의해 다시 발탁되어 1963년 1월 민주공화당(民主共和黨) 창당 조직에 참여하였다. 그해 3월부터 민주공화당 초대 당 의장이 되었고, 같은 해 주미 대한민국 대사가 되어 1년간 근무하고 1965년 귀국했다. 1966년 반공연맹 이사장, 1967년 민주공화당 공천으로 전국구(비례대표) 국회의원을 지냈다. 5·16 군사정변으로 정권을 잡은 박정희가 자신이 곽영주의 훼방으로 소장 진급이 어려워졌을 때 김정렬이 나서서 박정희를 소장으로 진급시켜준 은혜를 잊지 못했던 박정희는 자신이 정권을 잡자 김정렬을 민주공화당 초대 당의장을 시켜준 것부터 시작해서 국가의 요직을 두루 경험하게 해줬으며 이것이 전두환 정권인 5공화국까지 이어지게 했다. 또 정일권의 후임으로 주미 한국대사를 지냈으며, 이것은 김정렬의 대사 임명에 대한 미국 정부의 아그레망이 정식으로 요청된 것이었다.
국회의원 임기를 마친 후 1971년부터 삼성물산 사장(三星物産)으로 초빙된 뒤 경제동우회(經濟同友會) 회장, 대한상공회의소 부회장, 주식회사 정우개발(正友開發) 회장 등을 역임하면서 실업계에서 활동하다가, 1980년 최규하 대통령을 찾아가 하야를 종용하는 등 일정한 역할을 한 것을 계기로 전두환 정권에서 1980년 8월 국정자문회의 위원이 되었다. 이어 민주평화통일자문회의(平和統一諮問會議) 수석부의장으로 공직에 복귀하여 국무총리를 지냈다.

### 생애 후반
1987년 국무총리 서리가 되고 그해 7월 국무총리가 되었다. 취임 직후 직접 개각을 단행하고 6.10 항쟁 이후 혼란한 정국을 수습하려 했으나 실패하였고, 그 해의 대통령 선거를 관리하였다. 1988년 2월에 물러났다.
1988년 2월 노태우 대통령 취임과 동시에 국정자문회의 자문위원에 위촉되어 1991년까지 재직하였다. 그는 오랜 군인생활 및 공직생활로 을지무공훈장·충무무공훈장·태극무공훈장·수교훈장광화장과 미국의 리전오브메리트 훈장 등을 수여받았다. 1989년 한일협력위원회(韓日協力委員會) 위원장이 되었다.

### 사후
서울특별시 동작구 동작동 산 44-7번지 동작동 현충원 유공자 제1묘역에 안장되었다. 그의 묘소 근처에는 허정 대통령 권한대행 겸 내각수반과 장택상 국무총리의 묘소가 소재해 있다.
2008년 민족문제연구소에서 친일인명사전에 수록하기 위해 정리한 친일인명사전 수록예정자 명단에 선정되었다. 이 명단에는 큰아버지 김기원과 아버지 김준원도 포함되어 있다.

## 저서

### 회고록
- 《항공의 경종》[7]

## 상훈 경력
- 을지무공훈장
- 충무무공훈장
- 태극무공훈장
- 1963년 수교훈장 흥인장
- 1987년 수교훈장 광화대장
- 미국 훈공장

## 가족 관계
- 큰아버지 : 김기원(金基元, 1878년 11월 9일 ~ 1934년 7월 14일, 일본 육군 중좌 전역.)
- 아버지 : 김준원(金埈元, 1888년 9월 18일 ~ 1969년 1월 1일, 前 육군 경남병사구사령관. 1953년 대한민국 육군 준장 전역.)
- 어머니 : 변상희(邊尙熙, 1894년 ~ ? )
  - 동생 : 김영환(金英煥, 1921년 1월 8일 ~ 1954년 3월 4일, 前 공군 제1전투비행전단장. 대한민국 공군 준장.)
- 부인 : 이희재(李姬載, 1920년 6월 25일 ~ 2012년 8월 26일 )
  - 아들 : 김덕기(金悳基, 1947년 5월 9일 ~ )
  - 아들 : 김정기(金晶基, 1950년 3월 17일 ~ )
  - 아들 : 김형기(金亨基, 1955년 5월 29일 ~  )
  - 딸 : 김태자
  - 딸 : 김경순

## 서암을 연기한 배우들
- 박영지 《제2공화국》1989년 - MBC 드라마
- 이승호 《제3공화국》1993년 - MBC 드라마
- 오승룡 《코리아게이트》1995년 - SBS 드라마
- 오승명 《삼김시대》1998년 - SBS 드라마
- 박규채 《제5공화국》2005년 - MBC 드라마

## 같이 보기
- 김준원
- 김신

## 역대 선거 결과
| 실시년도 | 선거  | 대수 | 직책     | 선거구 | 정당       | 득표수      | 득표율         | 순위       | 당락 | 비고 |
| -------- | ----- | ---- | -------- | ------ | ---------- | ----------- | -------------- | ---------- | ---- | ---- |
| 1967년   | 총선  | 7대  | 국회의원 | 전국구 | 민주공화당 | 5,494,922표 | \| \| 50.6% \| | 전국구 5번 |      | 초선 |
|          | 50.6% |      |          |        |            |             |                |            |      |      |

## 참고 문헌
- 반민족문제연구소 (1994년 3월 1일). 〈김정렬 : 일제에서 6공까지 노회한 군인의 권력이동 (조현연)〉. 《청산하지 못한 역사 2》. 서울: 청년사. ISBN 978-89-7278-313-8.
- 남정옥, 《6.25 전쟁, 이것 만은 알아야 한다》 (삼우사, 2010)
- 반민족문제연구소, 《청산 하지 못한 역사: 한국 현대사를 움직인 친일파 60, 2권》(반민족문제연구소, 1994)